# Рудебек, Сигрид
Сигрид Рудебек (швед. Sigrid Hilma Sofia Rudebeck, 7 сентября 1831 — 27 февраля 1924) — шведский педагог и просветитель.

## Биография
Сигрид Рудебек родилась в 1831 г. в Норрчёпинге. Она была дочерью пастора Петера Эрика Рудебека и Сигрид Брюдольф — старшей из девяти детей. Начальное образование она получила дома занятиями с репетиторами, а с 1854 г. училась в школе у Сесилии Фрюкселль на курсах преподавательниц в Карлслунде рядом с Вестеросом. По окончании курсов она некоторое время работала учительницей у Сесилии Фрюкселль, затем несколько лет была гувернанткой. В 1866—1869 гг. она получила должность директора Majornas elementarläroverk — начальной школы для девочек в Гётеборге.
В 1869 г. при содействии Петера Фьелльстедта и Петера Визельгрена Сигрид открыла собственную начальную школу для девочек (ныне: Sigrid Rudebecks gymnasium), которой руководила до 1904 г. Со временем её школа расширилась и стала авангардом современного школьного образования для девочек. При обучении помимо обычных школьных предметов много внимания уделялось практической работе: рукоделию, кройке и шитью, домовладению. На школьной кухне преподавалась кулинария — здесь школа тоже стала пионером, поскольку этот предмет в остальных школах был введён только в 1893 г. В школе учили и современной педагогике. Было даже салонное обучение: девушек обучали организовывать званые вечера, для чего они должны были учиться готовить еду и вести себя как образованные хозяйки.
В 1903 г. школа получила статус средней школы, и в этом виде она по-прежнему работает в Гётеборге, являясь бесплатной школой для мальчиков и девочек.
В 1904 г. Сигрид ушла на пенсию, в следующем 1905 г. была награждена королевской медалью Иллис кворум.
Ушла из жизни в Стокгольме в 1924 г. Замужем она не была.